# Vero-Toxin
Die Lektine Vero-Toxin 1 und Vero-Toxin 2 aus Escherichia coli werden aufgrund ihrer Ähnlichkeit zu Shiga-Toxin auch Shiga-like-Toxin I/II (SLT I/II) oder Shiga-Toxin 1/2 (Stx1/Stx2) genannt. Sie beeinträchtigen die eukaryotische Proteinsynthese, indem sie die 60S-Untereinheit der Ribosomen auf katalytischem Weg inaktivieren. Die Elongation der Peptidkette wird dadurch beeinträchtigt, dass die Bindung von Aminoacyl-tRNA an die Ribosomen verhindert wird. 
Von ihrer Struktur und Wirkungsweise her gehören Vero-Toxine und Shiga-Toxine zur gleichen Gruppe von Toxinen wie die Lektine Ricin und Abrin. Wie diese besitzen sie zwei Ketten bzw. Untereinheiten. Auffällig ist, dass ihre jeweilige Untereinheit genau an der gleichen Stelle wie Ricin A eine Spaltung der N-glykosidischen Bindung von Adenin in der 28S-rRNA verursacht. Diese Toxine wirken als spezifische RNA-N-Glycosidasen, welche Ribosomen inaktivieren.